# Heribert Christian Scheeben
Karl Christian Anton Scheeben, auch H. C. Scheeben,  (* 26. November 1890 in Köln-Wahn; † 1. August 1968 in Köln) war ein deutscher Kirchenhistoriker und Autor.

## Leben
Scheebens war zunächst Mitglied des Dominikanerordens, aus dem er später austrat.
Scheeben galt als Experte zu Leben und Werk des Albertus Magnus. Er war Hauptinitiator der Gründung des Albertus-Magnus-Instituts in Köln und konnte die Görres-Gesellschaft 1930 zur Durchführung gewinnen.
Während des Nationalsozialismus gehörte er dem Kölner Kreis um den Dominikaner Laurentius Siemer an, dessen erklärte Pflicht war, „alles daranzusetzen, damit der Nationalsozialismus vernichtet würde“. Er postulierte die „rücksichtslose und konsequente Teilnahme an der Verschwörung gegen den Nazistaat“.
1946 gehörte er zu den Gründungsmitgliedern der CDU Köln sowie zu den Initiatoren des Wiederaufbaus der Kölner Universität.
Für sein Werk über Albertus Magnus wurde er mit der Ehrenbürgerwürde der Stadt Lauingen (Donau) ausgezeichnet. Er ist Namensgeber der Dr.-Scheeben-Straße in Köln-Brück.
1952 wurde er von Kardinal-Großmeister Nicola Kardinal Canali zum Ritter des Ritterordens vom Heiligen Grab zu Jerusalem ernannt und am 1. Mai 1952 durch Lorenz Jaeger, Großprior der deutschen Statthalterei, investiert.

## Schriften
- Der heilige Dominikanus, Herder, Freiburg 1927
- Der selige Albert der Große, Gilde-Verlag, Köln 1930
- Die Tabulae Ludwigs von Valladolid im Chor der Predigerbrüder vom St. Jakob in Paris, Rom 1931
- Albert der Grosse, Leipzig 1931
- Petrus Ferrandi, Rom 1932
- Die Anfänge des zweiten Ordens des Hl. Dominikus, Rom 1932
- Der heilige Albert der Grosse, Köln 1932
- Albertus Magnus, Bonn 1932
- Johannes Meyer O.P. Chronica brevis ordinis praedicatorum, 1933
- Albertus Magnus. Ordensmann, Bischof, Gelehrter, Mann des Volkes, Bonn 1934
- Jordans von Sachsen, Vechta 1937
- Der heilige Albert der Große, Meitingen 1937
- Beiträge zur Geschichte Jordans von Sachsen, Leipzig 1938
- Zur Geschichte der Verehrung des Hl. Thomas von Aquino, Rom 1939
- Dominikaner oder Innozentianer, Rom 1939
- Die Konstitutionen des Predigerordens unter Jordan von Sachsen, Leipzig 1939
- Albertus Magnus, Bachem Köln 1955 (2. Auflage)
- Der heilige Dominikus: Gründer des Predigerordens, Erneuerer der Seelsorge, Driewer, Essen 1961
- Albertus Magnus, Rheinau-Verlag, Köln 1980, ISBN 3-922475-01-9.